# Oberramsern
Oberramsern är en ort i kantonen Solothurn, Schweiz. 
Oberramsern var tidigare en egen kommun, men den 1 januari 2010 slogs Oberramsern och tre andra kommuner ihop till kommunen Messen.